# ロングヴュー
「ロングヴュー」（Longview）は、アメリカのロックバンド、グリーン・デイの楽曲。バンドの3枚目のアルバム『ドゥーキー』に収録。バンドのメジャーデビュー後初のシングルとして発売された。また、ビルボードのモダン・ロック・トラックスチャートで1位を記録している。
作詞はビリー・ジョー・アームストロング、作曲はグリーン・デイ。

## 概要
トレ・クールによるドラムの音ではじまり、マイク・ダーントによるベースも加わって演奏が続いた後、サビはビリーのエレキギターも加わるというようなアレンジになっている。バンドのコンピレーション・アルバム『インターナショナル・スーパーヒッツ!』にも収録されている。
また、この曲にはミュージック・ビデオが作成されており、DVD『インターナショナル・スーパーヒッツ・ビデオ!』で視聴できる。
バンドのライヴでも演奏されている。ライヴ演奏は、ライブ・アルバム『ブレット・イン・ア・バイブル』に2005年のものが収録されており、DVDではバンドが曲を演奏する模様を見ることができる。